# Consejo General de Colegios oficiales de Educadoras y Educadores Sociales
El Consejo General de Colegios oficiales de Educadoras y Educadores Sociales (CGCEES) és una corporació de dret públic, dotada de personalitat jurídica pròpia i plena capacitat per al compliment de les seves finalitats, constituït a partir de la Llei 41/2006, de 26 de desembre. Amb seu a Barcelona, integra tots els col·legis professionals d'educadors socials d'Espanya i té la funció de coordinar-los i representar-los de forma conjunta, tant a escala nacional com internacional.
Reunits en assemblea els col·legis professionals d'educadores i educadors socials dels diferents territoris de l'Estat, els dies 6 i 7 de juliol 2007, a Sant Sebastià, van triar la primera Junta de Govern. Aquesta primera Junta de Govern té la funció de fer que aquest nou òrgan de coordinació dels col·legis professionals vagi assumint les tasques d'organització i representació dels educadors socials a l'Estat.
Els seus antecedents foren la Coordinadora d'Associacions d'Educadors Especialitzats, nascuda el 1989, que va convertir-se més tard en la Federació Estatal d'Associacions Professionals d'Educadors Socials (FEAPES) l'any 1992. FEAPES va desaparèixer el 2001 i va reprendre la seva activitat l'Associació Estatal d'Educació Social (ASEDES), nascuda l'any 2000 i vigent fins a l'actualitat. La publicació el 2007 dels Documents Professionalitzadors de l'Educació Social per part del Consell, juntament amb ASEDES, és considerat un moment clau en el desenvolupament de la professió d'educador social a Espanya.
Els seus objectius són potenciar el reconeixement professional de les educadores i els educadors socials i de l'educació social; promoure i cooperar en el desenvolupament de l'associacionisme professional a nivell autonòmic, estatal i internacional; cooperar en la creació de col·legis professionals a totes les comunitats; treballar en la consecució de plans d'estudis específics per a l'obtenció del Grau en Educació Social; treballar en la promoció i l'aplicació de documents professionalitzadors a nivell estatal; definir la professió i les competències que li són pròpies; establir l'estatut professional de l'educador social; establir les polítiques d'imatge i comunicació; i vetllar per la defensa de la professió davant qualsevol intrusisme.
Cadascuna de les accions que duen a terme i promouen els col·legis que integren el Consell es fonamenten en els següents principis ideològics: participació, representació, igualtat, solidaritat, cooperació, cohesió, corresponsabilitat, independència, coordinació, transparència, pluralitat, integració, dinamització, sostenibilitat, denúncia i proposta, autonomia, ètica i responsabilitat.
Organitza periòdicament el Congrés Estatal d’Educació Social. Des de l'any 2002 publica RES, Revista de Educación Social, de format digital i periodicitat semestral. A nivell internacional, el CGCEES és membre de l'Associació Internacional d'Educadors Socials (AIEJI).

## Membres
- Col·legi d'Educadores i Educadors Socials de Catalunya (CEESC)
- Colexio de Educadoras e Educadores Sociais de Galicia (CEESG)
- Col·legi d'Educadores i Educadors Socials de les Illes Balears (CEESIB)
- Colegio Profesional de Educadores Sociales de la Región de Murcia (CPESRM)
- Col·legi Oficial d'Educadores i Educadors Socials de la Comunitat Valenciana (COEESCV)
- Colegio Oficial de Educadoras y Educadores Sociales de Castilla-La Mancha (CESCLM)
- Colegio Profesional de Educadores y Educadoras Sociales de Castilla y León (CEESCYL)
- Colegio Profesional de Educadoras y Educadores Sociales de Andalucía (CoPESA)
- Colegio Profesional de Educadoras y Educadores Sociales de Aragón (CEES Aragón)
- Gizarte Hezitzaileen Euskadiko Elkargoa / Colegio de Educadoras y Educadores Sociales del País Vasco (GHEE - CEESPV)
- Colegio Profesional de Educadoras y Educadores Sociales de Extremadura (COPESEX)
- Colegio Oficial de Educadoras y Educadores Sociales de Navarra / Nafarroako Gizarte Hezitzaileen Elkargo Ofiziala (COEESNA - NAGIHEO)
- Colegio Profesional de Educadoras y Educadores Sociales de la Comunidad de Madrid (CPEESM)
- Colegio Profesional de Educadores Sociales de La Rioja (CEES RIOJA)
- Colegio Profesional de Educadoras y Educadores Sociales del Principado de Asturias (COPESPA)
- Colegio Profesional de Educadoras y Educadores Sociales de Cantabria (COPEESCAN)